# فطريات أجيلو
فطريات أجيلو (الاسم العلمي: Ajellomycetaceae)، فصيلة فطريات من الفطريات الزقية، وطائفة العوفنيات.